# Wu Minxia
Wu Minxia (født 10. november 1985 i Shanghai) er en kinesisk udspringer. 
Wu deltog i Sommer-OL 2004 og vandt guld i synkront udspring fra tremetervippen sammen med Guo Jingjing og sølv i udspring fra tremetervippen efter Guo. 
Ved Sommer-OL 2008 vandt hun guld i synkronudspring fra tremetervippen og bronze i udspring fra tremetervippen efter Guo Jingjing og Julia Pakhalina.